# Castrolibero
Castrolibero é uma comuna italiana da região da Calábria, província de Cosenza, com cerca de 10.044 habitantes. Estende-se por uma área de 11 km², tendo uma densidade populacional de 913 hab/km². Faz fronteira com Cerisano, Cosenza, Marano Marchesato, Marano Principato, Mendicino, Rende.

## Demografia
| Variação demográfica do município entre 1861 e 2011                               |
|                                                                                   |
| Fonte: Istituto Nazionale di Statistica (ISTAT) - Elaboração gráfica da Wikipedia |